# 집들이

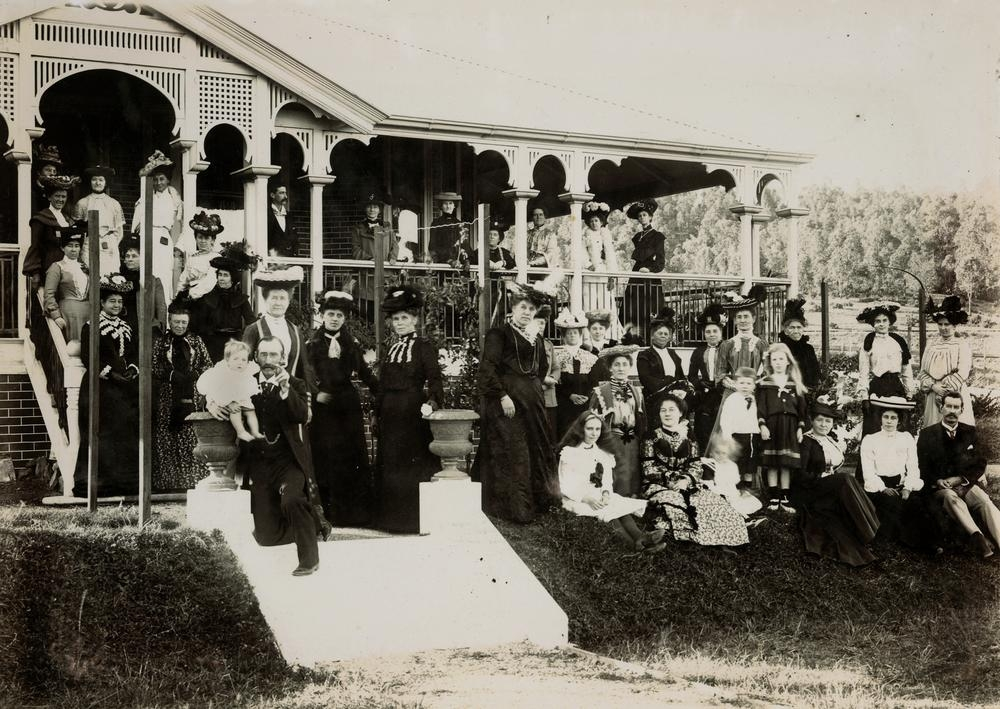
오스트레일리아의 집들이

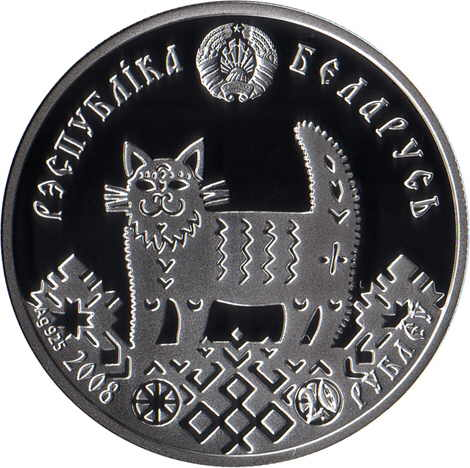
벨라루스 동전 나바시엘레. 벨라루스의 전통은 고양이를 집에 먼저 들여보내는 것이다.

집들이 파티는 전통적으로 새 집으로 이사한 직후에 열리는 파티이다. 집주인은 이사 후 지인들에게 새 집을 보여주고, 지인들은 새 집을 꾸밀 선물을 주는 행사이다. 집들이 파티는 일반적으로 비공식적이다.

## 역사
집들이의 영단어 "housewarming"(하우스워밍)은 문자 그대로 중앙 난방이 이루어지기 전에 새 집을 데우는 행위에서 유래되었다. 각 손님은 장작을 선물로 가져오고 사용 가능한 모든 벽난로에 불을 지폈다. 집을 따뜻하게 하는 것 외에도 따뜻한 보호 분위기를 조성하여 악령을 쫓아내는 것으로 믿어졌다. 사람이 살지 않는 집은 부랑자들의 표적으로 여겨졌기 때문에 어린 아이들이 안전하게 살기 위해서는 집을 청소해야 한다고 믿었다. 유래는 중세시대부터이다.

## 선물
- 환대의 표시로 빵과 소금을 교환하는 것은 많은 문화권에서 흔히 볼 수 있다. 집들이 선물로 빵과 소금을 주는 것은 러시아, 독일에서 인기가 있었고, 유대인 집들이 전통의 특징이었다.
- 그리스에서는 석류가 전통적인 집들이 선물이었다. 행운, 다산, 풍요를 불러오기 위해 집의 제단 아래나 근처에 놓였다. 석류는 죽은 자의 열매로 여겨졌지만, 결혼과 부와도 강한 연관이 있었고 페르세포네 신화에도 등장했다.[4][5]
- 17세기와 18세기에 파인애플은 유럽과 미국 전역에서 정교하고 사치스러운 집들이 선물로 여겨졌다. 이 전통은 선물을 주는 사람의 부와 인맥을 표시하는 수단으로 시작되었다. 파인애플은 제국 여행자에게 보여준 카리브해 원주민의 환대와 연관되어 있기 때문이다.[6]
- 우즈베키스탄 북서부의 카라칼팍족에서는 집들이에 온 손님들이 새 유르트로 이사할 때 천을 선물로 가져오곤 했다.[7]

## 지역적 차이

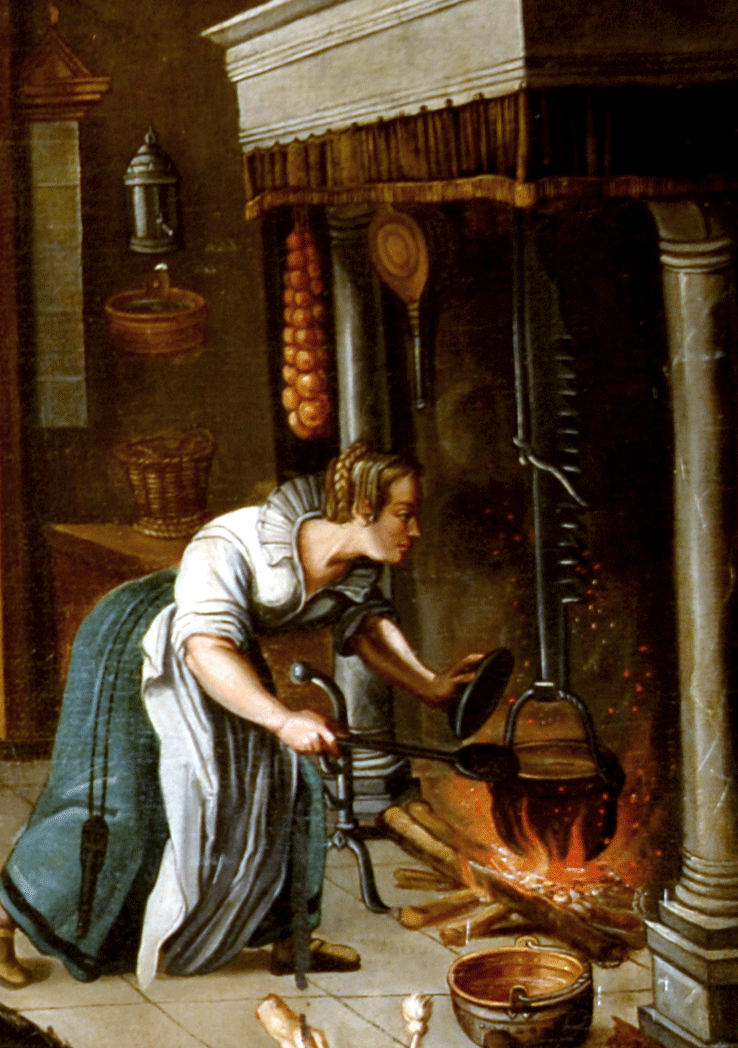
요스 고에마레의 "Le Christ chez Marthe et Marie" (1600년 경) - 굴뚝 고리를 사용하는 모습

- 프랑스에서는 집들이 파티를 pendaison de crémaillère라고 한다. 문자 그대로 "굴뚝 걸이"라는 뜻이다. 이 표현은 중세 시대에서 유래되었다. 집 공사가 끝나면 감사의 표시로 공사에 참여한 모든 사람을 저녁 식사에 초대하는 것이 관례였다. 음식은 큰 냄비에 준비되었으며, 그 온도는 굴뚝 고리로 조절되어 냄비가 벽난로보다 높거나 낮도록 조절될 수 있었다. 이 고리는 새 집에 마지막으로 설치한 것으로, 감사 식사의 시작을 표시했다.
- 인도에서는 이 의식을 그리하프라베샤(Grihapravesha)라고 하는데 문자 그대로 "새 집에 들어가기"(처음으로)를 의미한다. 어떤 곳에서는 의식의 첫 번째 부분으로 소(힌두교에서 신성한 동물)가 집에 가장 먼저 들어오는 것을 허용한다. 이 의식에는 일반적으로 집에서 악령을 제거하기 위해 여러 신을 화해시키는 바스투 샨티(vastu shanti) 의식이 포함된다.[8]
- 태국의 전통 집들이는 승려, 가족, 친구, 음식 모두가 중요한 역할을 하는 불교 의식이다.[9]
- 미국 남부에서는 '푸드 파운더(Food Pounder)'로 알려진 옛날 방식의 파티가 인기가 있다. 전통적으로 각 손님은 새 집주인에게 치즈, 옥수수 가루, 밀가루, 설탕 또는 새 집의 식료품 저장실을 비축하는 데 필요한 기타 주요 식품과 같은 음식 1파운드를 가져왔다. 현대에는 전통이 통조림 제품과 심지어 신선한 식품까지 확장되었지만, 여전히 호스트는 주방을 준비하는 데 필요한 기본 식료품을 받을 가능성이 가장 높다.
- 러시아와 구소련 국가에서는 고양이가 새 집에 먼저 들어갈 수 있도록 허용해야 한다고 믿어진다. 이것은 가정과 가족의 행운을 가져다준다고 한다.[10][11]